# ثلاثة الأصول
الأصول الثلاثة أو ثلاثة أصول هي رسالة مختصرة بالأدلة من كتاب الله وسنة رسوله ﷺ في أصل من أصول الإسلام وهو العقيدة بقلم محمد بن عبد الوهاب، كان العلماء يهتمون بهذه المختصرات يؤلفونها، ويتعبون على اختصارها وتهذيبها ثم يحفظونها لطلبتهم؛ لتبقى أصولاً عندهم وذخيرة يستفيدون منها ويفيدون منها.

## التسمية
الرسالة سماها المصنف بـ الأصول الثلاثة هكذا قال: (فإذا قيل لك: ما الأصول الثلاثة) إذًا سماها ((الأصول الثلاثة)). وسماها كذلك ابن القاسم في حاشيته، قال: ((حاشية ثلاثة الأصول))، والشيخ ابن عثيمين رحمه الله كذلك قال: ((شرح ثلاثة الأصول))، وكذلك الشيخ بن باز، وقد سمى هو محمد بن عبد الوهاب رحمه الله سَمَّى الرسالة نفسها بـ ((ثلاثة الأصول))، سماها ((الأصول الثلاثة))، وسماها أيضًا ((ثلاثة الأصول))، قال: قد قررت في ثلاثة الأصول توحيد الربوبية، وتوحيد الإلوهية، والولاء والبراء، وهذا هو حقيقة الدين.
إذًا لا فرق عند المصنف بين التسميتين سواء سميت ثلاثة الأصول وأدلتها، أو الأصول الثلاثة وأدلتها.

## المواضيع
- المسائل الأربع:

1. العلم.
2. العمل به.
3. الدعوة إليه.
4. الصبر على الأذى فيه.

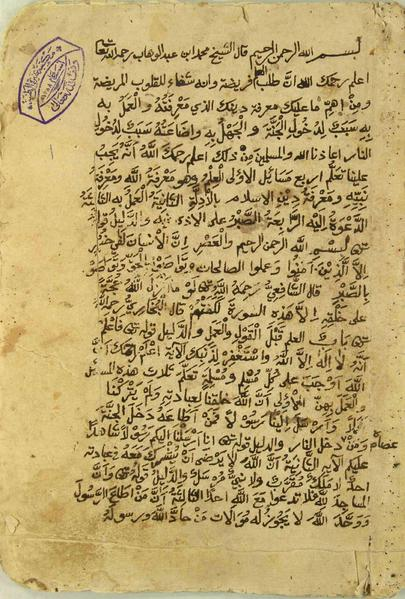
صفحة النسخة الأصلية من الكتاب.

- المسائل الثلاث التي يجب على كل مسلم ومسلمة تعلمهن:

1. أن الله خلقنا ورزقنا ولم يتركنا هملاً بل أرسل لنا رسولاً.
2. إن الله لا يرضى أن يشرك معه أحد في عبادته.
3. إن من أطاع الرسول ووحد الله لا يجوز له موالاة من حاد الله ورسوله.

- الأصول الثلاثة التي يجب على الإنسان معرفتها:

1. معرفة العبد ربه.
2. معرفة العبد دينه.
3. معرفة العبد نبيه.

## حاشية الأصول الثلاثة
تم طباعة كتاب الأصول الثلاثة عشرات المرات، وأما طباعة كتاب «حاشية الأصول الثلاثة» فقد كتبه الشيخ عبدالرحمن بن محمد بن قاسم الحنبلي النجدي بشرح واسع تحمل معاني الكلمات وذكر بعض الأئمة مثل الإمام البخاري وغيره، ففي فترة حياة الشيخ عبد الرحمن الحنبلي طبعت فقط 3 طبعات.
كتب مصحح كتاب ثلاثة الأصول الشيخ عبدالله بن عبدالرحمن الجبرين عن كتاب ثلاثة الأصول:
| ثلاثة الأصول | ولم يسبق أحد إلى الكتابة فيها على حدة قبل الشيخ الإمام محمد بن عبدالوهاب - مجدد القرن الثاني عشر-، فقد ظهر في زمن تفشت فيه العامية، وظهر الشرك والابتداع في الدين، فألهمه الله أن كتب رسالة موجزة عرفت بـ (ثلاثة الأصول). | ثلاثة الأصول |

وأضاف كاتباً:
| ثلاثة الأصول | وقد شرحها الشيخ عبدالرحمن بن محمد بن قاسم رحمه الله وأكرم مثواه بحاشية نفيسة، أوضح فيها مقاصد المؤلف ودلالة النصوص. | ثلاثة الأصول |